# Umowa składu
Umowa składu – umowa, przez którą przedsiębiorca składowy zobowiązuje się do przechowania, za wynagrodzeniem, oznaczonych w umowie rzeczy ruchomych. Przedsiębiorca ten jest obowiązany wydać składającemu pokwitowanie, które powinno wymieniać rodzaj, liczbę, oznaczenie oraz sposób opakowania, jak też inne istotne postanowienia umowy. Przedsiębiorca odpowiada za szkody wynikłe z utraty, ubytku lub uszkodzenia rzeczy, chyba że udowodni, że nie mógł im zapobiec, mimo dołożenia należytej staranności. Jest także obowiązany dokonywać odpowiednich czynności konserwacyjnych. Odszkodowanie nie może przewyższać zwykłej wartości rzeczy, chyba że szkoda wynika z winy umyślnej albo rażącego niedbalstwa przedsiębiorcy składowego. Przedsiębiorcy służy na zabezpieczenie roszczeń o składowe i należności uboczne, ustawowe prawo zastawu na rzeczach oddanych na skład.